# ويليام بي. كالهون
ويليام بي. كالهون (بالإنجليزية: William B. Calhoun)‏ هو محامي وسياسي أمريكي، ولد في 29 ديسمبر 1796 في بوسطن في الولايات المتحدة، وتوفي في 8 نوفمبر 1865 في سبرينغفيلد في الولايات المتحدة. حزبياً، نشط في الحزب الوطني الجمهوري ‏ وحزب اليمين. وقد انتخب عضو مجلس نواب ماساتشوستس وانتخب عضو مجلس النواب الأمريكي.